# Локри
Локри (грч. Λοκροί) општина је у Грчкој. По подацима из 2011. године број становника у општини је био 19.623.

## Становништво
| 2011.  |
| ------ |
| 19,623 |